# Oferta pública de venda
Uma oferta pública de venda (OPV) é uma operação através da qual uma empresa pretende vender valores mobiliários ao público em geral.